# Богомазова, Анна Витальевна
А́нна Вита́льевна Богома́зова (род. 7 апреля 1990 года, Воронеж) — российская спортсменка, мастер спорта, чемпион мира по кикбоксингу, профессиональная рестлерша, актриса и комик. В 2012—2013 годах выступала в WWE NXT под именем А́ня (англ. Anya).

## Биография
Родилась в семье боксёра Виталия Богомазова. В 2003—2004 годах играла в теннис. Окончила юрфак Воронежского кооперативного института, где училась в 2004—2007 годах. Окончила юрфак Воронежского государственного университета, где училась в 2007—2010 годах, в нём же тогда же получила вторую специальность переводчика.

## Карьера в боевых искусствах
С 2004 года занималась кикбоксингом, первоначально по предложению отца для самообороны. Первый тренер Алексей Дедов. С 2006 года член Российской федерации командного кикбоксинга. Также занималась тхэквондо у тренера Ирины Коноваловой, получила чёрный пояс. С ноября 2010 года тренируется в США.
В кикбоксинге занимала первое место на чемпионате мира в 2011 году и призовые места (серебро) в 2006 и 2008 годах, также была чемпионом России в 2008 году и чемпионом ЦФО в 2011 году.

## Карьера в рестлинге

### WWE (2012—2013)
В августе 2012 года Богомазова подписала развивающий контракт с WWE, по которому ей предстояло стать участницей NXT.
17 мая 2013 года она была освобождена от контракта в связи с травмой руки.

## В рестлинге
- Завершающие приёмы
  - Anya Bomb (Full Nelson Bomb)

- Прозвища
  - «The Russian Bruiser»[6]

## Карьера на телевидении
Первой ролью Анны на телевидении стала небольшая роль в 7 сезоне сериала «Бруклин 9-9» на телеканале NBC. В том же году Анна снялась в эпизоде телесериала «Новый агент Макгайвер» на телеканале CBS.

## Карьера комика
В 2022 году Анна под именем Аня Зова (англ. Anya Zova) отправилась в тур по США со стенд-ап шоу Make Laughs Not War. Деньги заработанные на выступлениях обещают направить на помощь жертвам войны на Украине посредствам агентства Global Empowerment Mission. В шоу также принимали участие Александр Незлобин и Марк Норманд.

## Титулы
- Чемпионка России по кикбоксингу в 2008 году.
- Финалистка чемпионата мира по кикбоксингу в 2006 и 2008 годах.